# Dobrila Franetović Kuzmić
Dobrila Franetović Kuzmić, hrvatska pjesnikinja. Po ocu Starograjka, po majci Velolučanka. Živi u Splitu. Posljedica sveg toga je da joj se u čakavskom izričaju miješaju sva tri mjesna govora. Pjesme piše od gimnazijskih dana. Objavila je dvije zbirke poezije "Škoji moji gredu za menun" i "Holte s poumnjon priko žola".
Sudionica Susreta čakavskih pjesnikinja otoka Hvara 2006. godine.
6. listopada 2009. je u Gradskoj knjižnici Marka Marulića u Splitu, u organizaciji te knjižnice, a po ideji Dobrile Franetović-Kuzmić, upriličena je poetska večer "Jazikon materih naših", hvarskih pjesnikinja.
Gostovala u emisiji Hrvatskog radija Radio Splita EteRIČna mjesečina 2016. godine.

## Vanjske poveznice
- Predstavljanje poezije Dobrile Franetović-Kuzmić[neaktivna poveznica], Radio Val, prva večer manifestacije "Proljeće s Vučetićem", 23. ožujka 2015.
- Velolučki govor u čakavskome pjesništvu Dobrile Franetović Kuzmić, Academia.edu